# GRETA
El Grup d'Experts en Acció contra el Tràfic d'Éssers Humans (en anglès Group of Experts on Action against Trafficking in Human Beings o GRETA) és el mecanisme de seguiment del tràfic d'éssers humans establert pel Conveni del Consell d'Europa sobre Acció contra el Tràfic d'Essers Humans a l'article 36. Estipula que GRETA pot tenir de 10 a 15 membres d'experts independents i imparcials de diferents orígens. Han estat escollits entre els nacionals dels estats part de la Convenció i són coneguts per la seva competència i experiència professional en les àrees cobertes per la Convenció; el mandat és de quatre anys, renovable una vegada. La composició actual de GRETA reflecteix un equilibri geogràfic i de gènere.
El Grup és responsable del seguiment i avaluació de l'aplicació del Conveni per les Parts, seguint un procediment dividit en rondes. A l'inici de cada ronda, GRETA defineix de manera autònoma les disposicions a controlar i determina els mitjans més adequats per dur a terme l'avaluació, guiant-se pel Reglament de Procediment d'Avaluació de l'aplicació del Conveni. A més, GRETA publica regularment informes generals sobre les seves activitats.

## Història
La Convenció va ser adoptada pel Comitè de Ministres del Consell d'Europa el 3 de maig de 2005 i va entrar en vigor l'1 de febrer de 2008. GRETA va celebrar la seva primera reunió al Consell d'Europa a Estrasburg del 24 al 27 de febrer de 2009. La reunió va triar, per a un primer mandat de dos anys, un president i dos vicepresidents.
El 10è aniversari de l'entrada en vigor del Conveni del Consell d'Europa sobre l'acció contra el tràfic d'éssers humans es va celebrar amb la conferència: “Deu anys d'aplicació del Conveni sobre l'acció contra el tràfic d'éssers humans: impacte i reptes per al futur”. Es va celebrar el 22 de maig de 2018 al Palau de l'Europa d'Estrasburg, França. La conferència va reunir uns 180 participants, entre coordinadors i relators nacionals de lluita contra el tràfic, representants de la societat civil, supervivents del tràfic de persones, representants d'organitzacions internacionals, acadèmiques i empreses.

### Legislació sobre tràfic de persones
Hi ha tres instruments legals principals sobre el tràfic de persones, un dels quals va portar a la creació de GRETA:
1. El 15 de novembre de 2000, l'Assemblea General de les Nacions Unides va adoptar una resolució que establia la Convenció contra la delinqüència organitzada transnacional. La Convenció tenia tres protocols suplementaris:
- Protocol per prevenir, reprimir i sancionar el tràfic de persones, especialment de dones i nens
- Protocol contra el tràfic de migrants per terra, mar i aire
- Protocol contra la fabricació i el tràfic il·lícits d'armes de foc

2. El Conveni del Consell d'Europa sobre l'acció contra el tràfic d'éssers humans que va establir GRETA com a mecanisme de seguiment del tràfic d'éssers humans.
3. La Directiva 2011/36/UE del Parlament Europeu i del Consell, de 5 d'abril de 2011, relativa a la prevenció i la lluita contra el tràfic d'éssers humans i la protecció de les seves víctimes.

## Estructura
El grup GRETA està compost per 15 membres independents i experts imparcials, que són seleccionats pel Comitè de les Parts durant quatre anys. La composició de GRETA està formada per un president, dos vicepresidents i tretze experts.
Els membres de GRETA s'elegeixen d'acord amb el Reglament del procediment electoral, que estableix que els membres "han de tenir competències reconegudes en els àmbits dels drets humans, d'assistència i protecció a les víctimes o d'acció contra el tràfic d'éssers humans, o bé experiència professional en les àrees cobertes per la Convenció. Han de servir a títol individual, ser independents i imparcials i estar disponibles per servir GRETA de manera eficaç".
Els candidats són nomenats pels estats que formen part de la Convenció.

## Objectiu
L'objectiu principal de GRETA és avaluar l'aplicació del Conveni del Consell d'Europa sobre l'acció contra el tràfic d'éssers humans per les parts, seguint un procediment dividit en cinc parts tal com estableix el Reglament de procediment per a l'avaluació de l'aplicació del Conveni.

## Reglament de procediment per avaluar l'aplicació del Conveni
El 17 de juny de 2009 es va adoptar el 17 de juny de 2009 i es va modificar el 21 de novembre de 2014 el Reglament de procediment per avaluar l'aplicació del Conveni del Consell d'Europa sobre l'acció contra el tràfic d'éssers humans; finalment van entrar en vigor l'1 de gener de 2015.
Van proporcionar una estructura específica al mecanisme d'avaluació, dividint-lo en cinc parts:
PART I: Procediment d'avaluació; es divideix en rondes i la durada de cada ronda d'avaluació serà de quatre anys, llevat que GRETA decideixi el contrari. El Grup selecciona les disposicions específiques del Conveni en què es basarà cada ronda d'avaluació.
PART II: Mitjans d'avaluació; per a cada ronda d'avaluació, GRETA elaborarà un qüestionari sobre la implementació per part de les parts i serà públic. Aleshores, les parts responen al qüestionari dins del termini establert per GRETA. El Grup pot decidir dirigir el qüestionari o qualsevol altra sol·licitud d'informació a organitzacions no governamentals específiques, altres organitzacions rellevants i membres de la societat civil de les parts, que siguin actius en l'àmbit de l'acció contra el tràfic d'éssers humans.
Subsidiàriament, a la informació presentada per escrit, GRETA pot decidir fer una visita de país a la part interessada si ho considera necessari per complementar aquesta informació o per avaluar l'aplicació pràctica de les mesures adoptades.
PART III: Informes i conclusions; GRETA nomena Ponents per a cada informe d'avaluació. Consta d'una part descriptiva, una part analítica i conclusions. L'esborrany d'informe serà examinat, debatut i aprovat per GRETA al ple, i després es transmetrà a la part interessada perquè els formuli els seus comentaris, dins del termini fixat per GRETA.
El Grup ha d'adoptar el seu informe i conclusions per majoria de 2/3 dels vots emesos i, a continuació, les ha de transmetre al partit, que serà convidat a presentar els seus comentaris finals en el termini d'un mes des de l'adopció. L'informe i les conclusions de GRETA, juntament amb les eventuals observacions de la part interessada, es faran públics, transcorregut el termini d'un mes per a formular observacions, i s'enviaran al Comitè de les Parts.
PART IV: Tecnologia de la informació; per contribuir al funcionament eficient del mecanisme de seguiment i facilitar el treball de les parts interessades, s'ha d'utilitzar la tecnologia de la informació en cada pas del procediment per avaluar l'aplicació del Conveni per les parts.
PART V: Esmenes; s'especifica que aquestes normes podran ser modificades per decisió presa per majoria dels membres de GRETA.

## Activitats de seguiment
Segons el Reglament intern, el seguiment es realitza d'acord amb el procediment establert a l'article 38 del Conveni i el Reglament del procediment d'avaluació i pels membres de GRETA. Els informes anuals es presenten al Comitè de les Parts i al Comitè de Ministres.
A partir del 14 de gener de 2020, GRETA va elaborar 8 informes generals sobre les seves activitats, que cobreixen diferents espais de temps.
A més d'obtenir informació de la societat civil, GRETA també realitza activitats de seguiment dels països; en aquest marc GRETA avalua les mesures adoptades per les parts (segons l'article 36, paràgraf 1 del Conveni). Per tant, GRETA dissenya i desenvolupa qüestionaris, avalua i avalua treballs de països. Les respostes les envien els països quan ho sol·licita GRETA; el Grup també pot sol·licitar informació addicional després de rebre el qüestionari.

### Altres activitats
GRETA du a terme activitats per promoure una millor comprensió i implementació dels seus informes i conclusions. Les taules rodones proposades a tots els països avaluats per GRETA són un mitjà per discutir la implementació de les recomanacions de GRETA des del 2012. Altres activitats són conferències, desenvolupament de capacitats i reunions de coordinadors nacionals.

## Crítica
Segons l'estudi realitzat per Conny Rijken (INTERVICT, Universitat de Tilburg), GRETA no aborda de manera exhaustiva i coherent les necessitats específiques dels nens d'acord amb la Convenció, per exemple, pel que fa als nens amb menys dotació mental, però que són capaços de funcionar a la societat fins a cert punt, especialment les noies joves amb capacitats limitades semblen estar en major risc; GRETA, però, no se centra prou en les necessitats d'aquest grup en la primera ronda d'avaluació. També s'afirma que GRETA hauria de reforçar l'atenció a les víctimes masculines en termes d'assistència i mesures de protecció i de sensibilització. En una perspectiva més àmplia, segons Rijken, GRETA podria/hauria de:
- fer preguntes sobre com s'ha definit l'explotació laboral a les lleis nacionals, ja que la definició d'explotació laboral s'ha d'estudiar més a fons;
- ser més coherent en com avalua el període de reflexió i recuperació dels migrants que resideixen il·legalment;
- utilitzar l'experiència d'altres organismes internacionals de seguiment per garantir la transparència en els seus criteris d'avaluació respecte a l'evolució recent de les obligacions dels Estats;
- seguir l'estructura de la Convenció sobre l'acció contra el tràfic d'éssers humans;
- Dir què espera GRETA dels Estats pel que fa a l'enfocament basat en els drets humans, amb una explicació que només si els estats han implementat la Convenció d'acord amb totes les obligacions de la Convenció, poden afirmar que han implementat un enfocament basat en els drets humans.[14]

Segons la investigació realitzada per La Strada International sobre la primera ronda d'avaluacions de GRETA, (i) quan les ONG rebien qüestionaris volien que se'ls instruïssin què s'esperava d'elles per poder aportar aportacions; (ii) durant les visites als països, no hi havia prou temps reservat per debatre tots els temes dels quals les ONG volien parlar.